# Bocking’s Elm
Bocking's Elm – wieś w Anglii, w hrabstwie Essex. Leży 44 km na wschód od miasta Chelmsford i 92 km na wschód od Londynu.